# Tratado Anglo-Iraquí de 1930
El Tratado Anglo-Iraquí de 1930 fue un acuerdo bilateral firmado entre el Reino Unido y el Reino de Irak el 30 de junio de 1930 en Bagdad. Mientras que se le considera un acuerdo controversial, representó una etapa clave en la evolución del mandato británico en Irak hacia la plena independencia del país, al establecer las condiciones para la terminación formal del Mandato de Mesopotamia y preparar el camino para la admisión de Irak como miembro de la Sociedad de Naciones.

## Contexto histórico
Tras la Primera Guerra Mundial, el Imperio Otomano fue desmembrado, y el Reino Unido obtuvo un mandato sobre Mesopotamia, establecido oficialmente por la Sociedad de Naciones en 1920. Bajo este mandato, los británicos mantuvieron un control significativo sobre los asuntos políticos, militares y económicos de Irak. El mayor ejemplo sucedió en 1921, el Reino Unido instaló a Fayçal I como rey de Irak, iniciando una monarquía hachemita con fuerte influencia británica.
En 1927, los nacionalistas iraquíes comenzaron a presionar con mayor intensidad por la independencia plena. Esto llevó a negociaciones que culminaron en la firma del Tratado de 1930, en un intento por redefinir la relación entre ambas naciones en términos más equitativos, aunque aún favorables a los intereses británicos.

## Contenido del tratado
El tratado constaba de varias disposiciones que abordaban asuntos militares, políticos y económicos. Entre los puntos más destacados se encontraban 
- La promesa británica de apoyar la admisión de Irak en la Sociedad de Naciones como estado independiente.
- La concesión al Reino Unido del derecho a mantener fuerzas militares en dos bases estratégicas: en Basora y en Habbaniyah, incluso después de la entrada de Irak en la Sociedad.
- El compromiso de Irak de proporcionar asistencia militar al Reino Unido en tiempos de guerra.
- Cláusulas que permitían a los británicos el tránsito libre de tropas y materiales militares por territorio iraquí.
- El reconocimiento de la soberanía formal de Irak, aunque con limitaciones prácticas significativas debido a la presencia militar y la influencia política británica.

## Consecuencias
El tratado fue ratificado por ambos gobiernos, y sirvió como base para la admisión de Irak en la Sociedad de Naciones el 3 de octubre de 1932, momento en el cual terminó oficialmente el mandato británico.
Sin embargo, el tratado fue ampliamente impopular entre sectores nacionalistas iraquíes, que lo consideraban una continuación del dominio británico bajo otro nombre. Las disposiciones que permitían la presencia militar británica provocaron malestar y contribuyeron a la inestabilidad política interna. Este descontento sería un factor clave en el golpe de Estado de 1941 y en la posterior revocación de tratados similares en décadas siguientes.

## Derogación
El Tratado de 1930 fue finalmente derogado tras la Revolución iraquí de 1958, que abolió la monarquía hachemita y estableció una república. Las nuevas autoridades iraquíes repudiaron los acuerdos anteriores con el Reino Unido, marcando el fin definitivo de la influencia británica directa en Irak.